# Everyday (Colruyt)

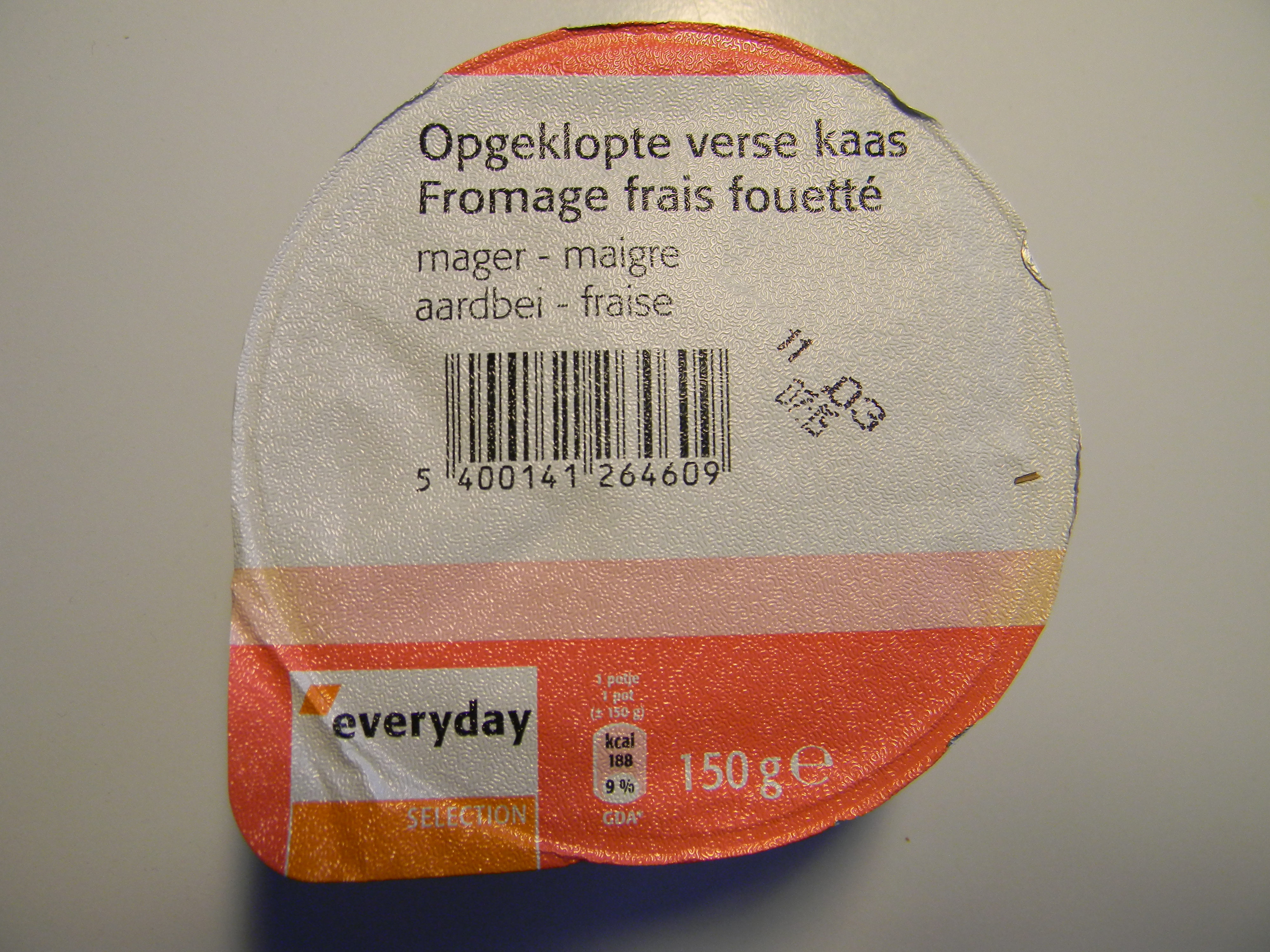
Potje opgeklopte verse kaas met aardbeien van Everyday.

Everyday is een huismerk van de Belgische supermarktketen Colruyt. Het assortiment biedt een selectie aan van alledaagse producten. De Everydayproducten worden uitsluitend verkocht in de Colruyt-, Spar- en OKaywinkels. Sinds begin 2020 is het huismerk ook te vinden in de Nederlandse supermarkt Budget Food. De productlijn werd geïntroduceerd in januari 2008, het is eigenlijk de vervanging van de huismerken Boxer, Jempy, Saint-Martain, Resto, Fresh, Sir, Sirikit en Yddis, hoewel er bepaalde producten van deze merken nog steeds te verkrijgen zijn onder hun oorspronkelijke merknaam.

## Prijs
Colruyt wil de Everydayproducten steeds aanbieden als 'goedkoopste in zijn assortiment'. Dit houdt in dat de producten binnen hun soort steeds de goedkoopste zijn. Aangezien voor de producten geen reclame gemaakt wordt en de verpakking erg sober gehouden wordt, kan de prijs van de producten laag blijven.